# آلایسکی
آلایسکی (به لاتین: Allaysky) یک منطقهٔ مسکونی در روسیه است که در استان آستراخان واقع شده‌است.